# Pithecellobium roseum
Pithecellobium roseum là một loài thực vật có hoa trong họ Đậu. Loài này được Spruce ex Benth. miêu tả khoa học đầu tiên năm 1875.